# Una teenager alla Casa Bianca
Una teenager alla Casa Bianca (First Daughter) è un film commedia statunitense del 2004, diretto da Forest Whitaker.
Il film è dedicato alla memoria del compositore Michael Kamen, mancato per un infarto subito dopo la fine delle riprese.

## Trama
Samantha Mackenzie, figlia del presidente degli Stati Uniti, si iscrive al college, sconvolgendo le abitudini degli studenti del campus. È, infatti, sempre accompagnata da 4 guardie del corpo che le impediscono una normale vita sociale e che le procurano, non volendolo, una serie di figuracce.
Fortunatamente la compagna di stanza Mia Thompson la sprona a diventare "normale" e la aiuta a divertirsi.
Attraverso, poi, un'altra sua amica, segretaria di suo padre, riesce a far diminuire il numero delle sue guardie, limitandole a due. In seguito conosce un giovane universitario, James, e se ne innamora (il sentimento è reciproco), ma finisce per scoprire che si tratta di un agente infiltrato per proteggerla. La delusione è grande e Samantha non sa darsi pace, cercando di sollevarsi facendo ingelosire il giovane con una serie di notti in discoteca e abiti molto audaci, creando uno scandalo per la sua nobile famiglia. Alla fine l'amore trionfa e i due tornano insieme perché si amano.